# RM-ODP

Эталонная модель открытой распределенной обработки (RM-ODP) используется в информатике для описания исходной структуры открытой распределенной обработки с целью её стандартизации. Для выполнения в распределенных системах требований межсетевого взаимодействия, независимости и мобильности платформ и технологий, разработана архитектура, удовлетворяющая спецификации систем открытой распределенной обработки.

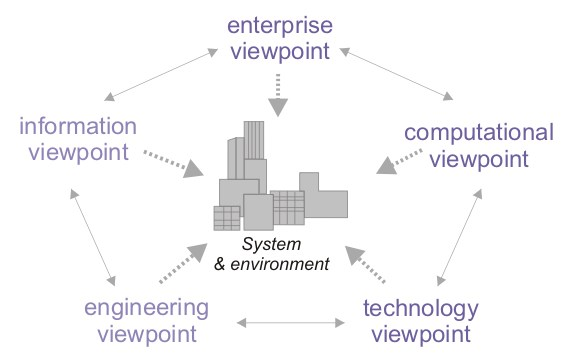
Пять базовых точек зрения на систему и её окружение в модели RM-ODP

RM-ODP, также имеющая название ITU-T Rec. X.901-X.904 и ISO / IEC 10746, является совместной разработкой Международной организации по стандартизации (ИСО), Международной электротехнической комиссии (МЭК) и Сектора стандартизации электросвязи (МСЭ-Т).

## Обзор
Модель RM-ODP базируется на точных понятиях, определяющих распределенную обработку и, насколько это возможно, на использовании формальных методов описания для уточнения архитектуры. Многочисленные концепции RM-ODP, под разными названиями, существуют уже долгое время. Они были тщательно описаны и объяснены в точной философии (например, в работах Марио Бунге), а также в системном подходе (например, в работах Фридриха Хайека). Некоторые из этих концепций, — абстракции, композиции, эмерджентности, — недавно получили твёрдое математическое обоснование в теории категорий.
RM-ODP имеет четыре основных черты:
- объектно-моделированный подход к спецификации системы;
- техническое описание системы с позиций отдельных, но взаимосвязанных точек зрения на спецификацию;
- способность системной инфраструктуры обеспечивать прозрачность распределения для системных приложений;
- критерии для оценки системы на соответствие стандартам.

Перечень рекомендаций и международных стандартов обозначает основные понятия, необходимые для определения открытых распределенных систем обработки, а также описывает структурные требования к архитектуре, предлагая спецификации для любых крупномасштабных систем, включая программные системы.

## История
Большая часть подготовительной работы, — которая привела к включению RM-ODP в стандарт ISO, — была проведена в рамках проекта Advanced Networked Systems Architecture (ANSA). Это происходило с 1984 по 1998 под руководством Andrew Herbert, при участии ряда крупных вычислительных и телекоммуникационных компаний. Части 2 и 3 RM-ODP в конечном итоге были приняты в качестве стандартов ISO в 1996 году, части 1 и 4 были приняты в 1998.

## Стандарты RM-ODP
RM-ODP состоит из четырех основных рекомендаций МСЭ-Т и ИСО / МЭК Международных стандартов:
1. Обзор. Содержит обзор ODP, давая предварительное обоснование и объяснение ключевых понятий и наброски архитектуры ODP. Он содержит пояснительный материал о том, как RM-ODP следует толковать и применять пользователям (включая разработчиков стандартов и архитекторов ODP-систем).
2. Основы. Содержит определение понятий и аналитической основы для нормированного описания распределенных вычислительных систем. Рассматриваются принципы соответствия стандартам ODP и способ их применения. На 18 страницах этот стандарт устанавливает основы всей модели в ясной, точной и краткой форме.
3. Архитектура. Содержит спецификации, соответствие которым должно удовлетворять свойствам открытости распределенной обработки. Обозначаются стандарты, которым должна соответствовать ODP. Эта рекомендация также определяет точки зрения на RM-ODP, призванные объединить фрагменты информации, относящиеся к той или иной проблемной области.
4. Архитектурная Семантика. Содержит формализованные понятия ODP моделирования, посредством интерпретации многих понятий в терминах различных стандартизованных формальных методов описания.

## Точки зрения моделирования и рамки RM-ODP
Спецификации особо сложных систем настолько обширны, что никто не может в полной мере знать все их аспекты. Кроме того, для разных пользователей представляют интерес разные стороны системы, поэтому различны и требования к перечню изучаемых спецификаций. Видение системы с точки зрения предпринимателя будет отличаться от видения системного разработчика. Концепция точек зрения в модели RM-ODP, таким образом, объединяет их разносторонние описания в технические характеристики системы в целом. Взгляд с каждой точки зрения рассчитан на аудиторию, которой интересен определенный набор аспектов системы. Каждая точка зрения описывается своим языком, наиболее понятным её аудитории. Моделирование точек зрения стало эффективным подходом в понимании сложных распределённых систем.
Существующие подходы к построению архитектуры, как описано в IEEE 1471, разделяют проектную деятельность на несколько областей, каждая из которых относится к конкретному аспекту системы. Например, модель «4 + 1», модель Захмана, TOGAF, DoDAF и, конечно, RM-ODP. Точка зрения является разделом спецификации законченной системы, созданным, чтобы в ходе анализа или проектирования системы собрать вместе фрагменты информации, относящейся к какой-то конкретной проблемной области. Хотя точки зрения и условно разделены, они не являются полностью независимыми: ключевые элементы в них связаны с элементами других точек зрения. Кроме того, каждая точка зрения использует базовые основополагающие понятия (определенные в части 2 RM-ODP). Тем не менее, точки зрения являются достаточно независимыми, чтобы упростить рассуждения о полной спецификации. Взаимная согласованность точек зрения заложена в архитектуре RM-ODP, а общая модель рассматриваемого объекта связывает их вместе.
Модель RM-ODP предусматривает пять базовых точек зрения на систему и её окружающую среду:
- Точка зрения предприятия фокусируется на цели, возможностях и политике предприятия, которые должны быть отражены в системе. Она описывает бизнес-требования и способы их удовлетворения.
- Информационная точка зрения сосредоточена на содержании информации и процессах её обработки. Она описывает информационное управление системой, структуру обрабатываемых данных и ограничения на интерпретацию данных.
- Вычислительная точка зрения представляет систему как распределенную посредством функциональной декомпозиции на объекты, которые взаимодействуют через интерфейсы. Она описывает функциональные возможности таких объектов декомпозиции.
- Инженерная точка зрения концентрируется на механизмах и функциях, поддерживающих распределенные взаимодействия между объектами в системе. Она описывает распределенную обработку, выполняемую для управления информацией и обеспечения функциональности системы.
- Технологическая точка зрения обозначает технологию системы. Она производит процедуру выбора наиболее подходящей технологии для обеспечения распределенной обработки, функциональности и представления информации в системе.